# José Carneiro da Silva (matemático)
José Carneiro da Silva (Porto, 1791 - Porto, 1853) foi um matemático e professor universitário português.

## Biografia
José Carneiro da Silva nasceu na freguesia da Vitória, concelho do Porto, a 14 de abril de 1791.
Entrou na Academia Real de Marinha e Comércio da Cidade do Porto no ano letivo de 1809-1810, onde frequentou o curso de Matemática e também as disciplinas de Francês e Inglês.
Frequentou também a Universidade de Coimbra onde viria a obter o grau de licenciado.
Em 1820 vai ocupar o lugar de lente de Matemática da Academia Real, lugar que ficou vago com a saída do professor João Carlos de Miranda.
Em 1841 é nomeado para a 7.ª cadeira  tornando-se assim no primeiro professor de Zoologia da Academia Politécnica do Porto.
Faleceu na cidade do Porto a 27 de abril de 1853.